# Ármány
Ármány a nyelvújítás óta létező szó, az armanus (= ármányos, gonosz) szóból.
Egyesek a szót az ősmagyar hittel kapcsolták össze, amelyben gonosz, ártalmas szellemet, istenséget jelent, aki minden jót gátolni törekszik, legfőbb ellenfele az Öregisten. A kereszténységben az Ördöggel, sátánnal azonosították.
A zoroasztrizmus Ahrimánjával való szóalaki hasonlósága véletlen, de ugyancsak tartalmi összefonódást eredményezett, mivel az szintén egy ártó, gonosz szellemlény, a rossz megszemélyesítője. Több magyar szerzőnél is megjelent az Ármány-Ahrimán azonosítása.
Vörösmarty Mihály: Zalán futása című eposzában Hadúr ellenfele, a honfoglaló magyarok ellenségeként fellépő istenség.
Arany János Buda halála című művében is megjelenik, mint az álnokság, a gonoszság megtestesülése.